# Mémoires d'un chien jaune
Mémoires d'un chien jaune (titre original : Memoirs of a Yellow Dog) est un recueil de nouvelles de l'écrivain américain O. Henry.
Ce recueil rassemble six nouvelles de O. Henry dont la plupart se déroulent à New York. Il met en scène des personnages d'une grande diversité, qui permettent à l'auteur de dresser, avec un humour typiquement anglo-saxon, le portrait de l'Amérique du début du XXe siècle.  

## Composition
- Mémoires d'un chien jaune (Memoirs of a Yellow Dog 1906)
- L'Hymne et le Flic (The Cop and the Anthem, 1906)
- La Paume de Tobin (Tobin's Palm, 1906)
- Le Manuel du mariage (The Handbook of Hymen, 1907)
- L'Art et la Combine  (Babes in the Jungle, 1910)
- La Dernière Feuille (The Last Leaf, 1907)

## Éditions originales[1]
- « Memoirs of a Yellow Dog » in The Four Millions, A.L. Burt Company, New York, 1906.
- « The Cop and the Anthem » in The Four Millions, A.L. Burt Company, New York, 1906.
- « Tobin's Palm » in The Four Millions, A.L. Burt Company, New York, 1906.
- « The Handbook of Hymen » in Heart of the West, Mc Clure Company, New York, 1907.
- « Babes in the Jungle » in Strictly business, Doubleday & Co, New York, 1910.
- « The Last Leaf » in The trimmed lamp, Mc Clure Company, New York, 1907.